# Papistylus intropubens
Papistylus intropubens là một loài thực vật có hoa trong họ Táo.

## Mẫu định danh
Mẫu định danh: K.J. Atkins 309 thu thập tại địa điểm khoảng 10 km phía nam Boddington ở tây nam Tây Úc ngày 14 tháng 8 năm 1982. Mẫu holotype số PERTH 01516884 được lưu giữ tại Phòng mẫu cây Tây Úc (PERTH) tại Kensington, Tây Úc, Australia.

## Từ nguyên
Tính từ định danh intropubens là từ tiếng Latinh intro (bên trong) và pubens (lông), liên quan đến ống hoa của loài này có lông bên trong.

## Phân bố
Loài đặc hữu khu vực tỉnh thực vật tây nam Tây Úc. Chỉ được biết đến với một mẫu vật sưu tập duy nhất thu thập gần Boddington, chưa tìm thấy ở nơi khác. Môi trường sống là thảm thực vật thạch nam.

## Mô tả
Cây bụi mọc thẳng, thanh mảnh, cao ~0,5 m, không gai, các lá chủ yếu ở phần xa. Thân non với các lông đơn áp ép hoặc hướng lên, màu xám, các lông dài nhất tới ~0,5 mm. Lá kèm hình tam giác hẹp, dài 1–2 mm, rời, nằm ở giữa cuống lá và thân cây, nhọn thon, thưa lông ở mặt ngoài. Cuống lá dài 0,6–1,5 mm, rậm lông ở mặt dưới. Phiến lá không gập đôi, gần như thẳng đến hình trứng rất hẹp, dài 6–10 mm, rộng 0,8–1,5 mm, nguyên, mép uốn ngược hoặc cuốn ngoài; đáy tù, đỉnh nhọn, thẳng; mặt dưới phần lớn bị che khuất bởi các mép uốn ngược, ban đầu được lông đơn áp ép tới hướng lên bao phủ dày đặc, thường trở thành ít lông hơn; mặt trên nhẵn bóng, nhẵn nhụi. Cụm hoa là các xim nhiều hoa tụm lại, rộng 9-15 mm, với ~20 hoa; lá bắc tổng bao hình tròn nhiều hay ít, dài ~3 mm, nhọn, có răng cưa hoặc khía nhỏ, có lông rung nổi rõ, lông rung dài ~0,5 mm, mặt ngoài thưa lông. Các lá bắc hoa tương tự như lá bắc tổng bao nhưng nhỏ hơn. Ống đài hoa dài ~3,5 mm, với lông đơn và mịn, lông lớn nhất dài ~0,7 mm; phần hợp sinh của ống dài 2,5–3 mm, đường kính 1–1,5 mm, bên ngoài thưa lông lụa và với các lông mịn dài ~0,3 mm mọc lộn xộn ở bên trong. Lá đài dài 0,8–1 mm, rậm lông, lông đơn, tỏa rộng, dài ~0,5 mm. Cánh hoa dài ~0,7 mm. Đĩa hoa hình khuyên, rời, nhẵn nhụi, tạo thành một vành rời dễ thấy xung quanh đỉnh bầu nhụy ở đáy của chén hoa. Bầu nhụy hạ; đỉnh với lớp lông rậm gồm các lông mọc lộn xộn dài tới 1 mm. Vòi nhụy dài 2,5–3 mm, với các nhú thuôn tròn, rộng, dễ thấy, dài ~0,05 mm. Quả không rõ. Ra hoa tháng 8. Loài duy nhất đã biết của tông Pomaderreae có lông bên trong ống hoa.